# Catedral Basílica São Luís Gonzaga
A Catedral Basílica São Luís Gonzaga é a Igreja Matriz da cidade de Novo Hamburgo, Rio Grande do Sul.

## História
A fundação da futura Igreja Matriz foi iniciada em 7 de janeiro de 1924 após a compra de um terreno com 9.650m², onde se encontra hoje a Catedral Basílica São Luís Gonzaga. 
A nova Igreja foi planejada para se construída com três naves, e media 25m de comprimentos por 18m de largura, pelo Arquiteto José Lutzenberger, e as obras foram patrocinadas pela Construtora Breidenbach & Mosmann Cia. Ltda. 
Em 6 de junho de 1952 o Arcebispo Dom Vicente Scherer, de Porto Alegre, deu a benção a nova Matriz. Já era coberta a parte da construção em julho de 1953. 
No dia 21 de março de 1954 inaugurava-se parte da Matriz e no dia seguinte foi demolida a saudosa capelinha de 1924 (o seu material foi enviado para construir uma paróquia no bairro Rondônia, chamada Nossa Sª Das Graças). 
Em 1956 foi destruída a parede divisória e colocada a majestosa dimensão do novo Templo. No mesmo ano foi instalado o órgão tubular “Bohn” (avaliado hoje em US$ 133.000). 
Em 1959 foi contratado o renomado pintor Italiano Aldo Locatelli para fazer as pinturas sacras de São Luís Gonzaga, padroeiro da Paróquia São Luís e que hoje se pode ver no Presbitério da referida da igreja. 
Com a criação da Diocese de Novo Hamburgo em 30 de março de 1980, foi elevada à Catedral São Luís Gonzaga. A catedral foi consagrada apenas em 12 de outubro de 1991. Passou a ser Catedral Dedicada e a partir desta data mereceu o título de Catedral Basílica São Luís Gonzaga. 
Entre 1994 e 1995 foi feita uma grande restauração, com iluminação externa das torres e laterais (Instalados 78 focos de luz sódio).